# Tine (companie)
TINE SA este cea mai mare cooperativă de produse lactate din Norvegia ce constă în aproximativ 15 850 de fermieri și în 5 734 de angajați. Unul dintre cunoscutele produse fabricate de această companie este brânza Norvegia.